# الطاهر تواتي
الطاهر تواتي (1980 مسعد، ولاية الجلفة الجزائر - 1 أبريل 2012 مالي) دبلوماسي جزائري للجزائر في مدينة غاو، مالي.. أختطف من قبل حركة التوحيد والجهاد في غرب أفريقيا عام 2012 وتم قتله..

## سيرة
ولد طاهر التواني ببلدة مسعد بولاية الجفلة، الجزائر عام 1980، درس بابتدائية السعيفي والاكمالية بالشائب والثانوية بدمد، نال شهادة البكالوريا عام 1998 شعبة علوم الشرعية بتقدير ممتاز، أكمل مرحلته الجامعية بكلية بن عكنون بالعاصمة شعبة علوم سياسية وعلاقات دولية. حصل على شهادة البكالوريا ثانية عام 1999 فدرس الحقوق، نال شهادة العلوم السياسية عام 2002، وليسانس الحقوق عام 2003،
وتحصل على شهادة الماجستير في العلوم السياسية حول السلطة التنفيذية، ونال بعد ذلك شهادة الدكتوراه في العلوم السياسية، بدأ حياته العملية في إحدى بلديات العاصمة، وبعد نجاحه في امتحان التوظيف التحق بمصالح وزارة الخارجية، وعمل في السلك الدبلوماسي في مدينة غاو في مالي.

## اختطافه
كان تواتي واحد من سبعة مسؤولين جزائريين اختطفوا من السفارة الجزائرية في غاو، في نيسان 2012 , وذلك خلال الاضطرابات في شمال مالي، وعد اعتقال الجزائر 3 من القيادات الإسلامية المتطرفة، وهددت الجماعة بقتلهم إذا لم تقوم الجزائر بأطلاق سراح أحد قيادات البارزة في تنظيم القاعدة في بلاد المغرب الإسلامي ويدعى نسيب الطيب،

## اعدام
بعد انتهاء المهلة التي حددها الخاطفين للجزائر تم اعدام الدبلوماسي في 1 نيسان 2012

## إرثه
إطلاق اسم الشهيد «تواتي الطاهر» على قرية «أم الخشب» التابعة لبلدية سلمانة بمسعد ولاية الجلفة.